# Inga Lindström: Fliehende Pferde in Sörmland
Fliehende Pferde in Sörmland ist ein deutscher Fernsehfilm von Oliver Dieckmann aus dem Jahr 2022. Er ist Bestandteil des ZDF-Herzkino-Sonntagsfilms und der 95. Film der Inga-Lindström-Reihe nach der gleichnamigen Erzählung von Christiane Sadlo. Die Hauptrollen sind mit Vita Tepel, Florian Frowein, Fiona Coors und Martin Lindow besetzt.

## Handlung
Als Lea von einem Segeltörn zurückkehrt, trifft sie ihre Mutter am Hafen. Sie erzählt ihr vom Boot, das sie entdeckt hat und kaufen möchte, um zusammen mit ihr Ausflüge anzubieten. Da bricht ihre Mutter unvermittelt bewusstlos zusammen. Sechs Jahre später trifft Lea am Hafen auf Jule. Eigentlich müsste sie das Boot, mit dem sie unterwegs ist, nach Madeira überführen, sie macht aber einen Zwischenstopp, um das Grab ihrer Mutter zu besuchen. Auf dem Friedhof sieht sie einen Mann, den sie für ihren Vater hält. Sie hat ihn bisher nur auf Fotos gesehen, ist sich aber sofort sicher. Zusammen mit Jule verfolgt sie den Wagen. Als sie näherkommen, können sie den Namen eines Gestüts auf dem Fahrzeug erkennen. Lea sucht im Internet danach und findet heraus, dass der Besitzer Ville Eklund heißt. Sie beobachtet, dass er eine Familie und Kinder hat. Als sie ein durchgegangenes Pferd zufällig anhalten kann und der abgeworfene Reiter Mik dazukommt, kommt ihr die Idee, auf dem Gestüt nach Arbeit zu suchen, um mehr über Ville zu erfahren. Als er ihren Namen hört, reagiert er ein wenig erstaunt. Da sie aber einen guten Eindruck macht, erhält sie den Job als Pferdepflegerin.
Ville diskutiert mit seiner Frau Katharina über Lea. Sie findet sie sympathisch, er hat sich daran gestört, dass sie ihn so komisch angeschaut hat. Am nächsten Morgen empfängt Katharina Lea auf dem Gestüt und zeigt ihr, wo sie wohnen kann. Katharina sitzt im Rollstuhl, weil sie Multiple Sklerose hat. Im Haus stößt sie mit Mik zusammen, der gerade unter der Dusche war. Lea versucht danach krampfhaft, irgendetwas von Ville zu ergattern, damit sie einen DNA-Test machen kann, aber alles scheitert. Wieder im Stall begegnet sie Asa, der Tochter von Ville. Sie merkt schnell, dass Lea nicht wirklich viel von Pferdepflege versteht. Da Asa für Mik schwärmt, handeln die beiden einen Deal aus: Asa hilft Lea, dafür lässt Lea Mik in Ruhe. Beim Abendessen diskutiert die Familie darüber, womit sie Ville an seinem 50. Geburtstag überraschen wollen. Lea schlägt vor, dass man alte Fotos zeigen könnte. Asa holt die Fotoalben und gibt Lea auch eines zum Anschauen. Zufällig findet sie darin ein Foto ihrer Mutter. Als sie fragt, wer das sei, erfährt sie, dass ihre Mutter einen Sommer lang auf dem Gestüt gearbeitet hat.
Auch Mik merkt, dass mit Lea etwas nicht stimmt, als die einen Stromschlag erwischt, weil sie den Sicherheitszaun berührt. Als Lea in der Nacht nicht schlafen kann und etwas spazieren geht, entdeckt sie am Ufer des Sees ein kleines altes Segelboot. Sie schläft darin ein, am Morgen weckt Katharina sie. Lea versucht Katharina über Marie auszufragen, sie wiegelt aber ab. Später erhält Lea überraschend Besuch von Jule, sie spricht mit ihr über das, was sie bisher herausgefunden hat. Mik bittet Lea, mit einem Pferd auszureiten, dabei stellt sie sich ziemlich ungeschickt an. Das Pferd geht mit ihr durch und wirft sie beim See ab. Mik stellt sie zur Rede, sie sagt ihm aber nicht die Wahrheit, sondern lügt, dass sie den Job dringend braucht, weil sie pleite ist. Sie verspricht Mik, alles zu machen, wenn er sie nicht verrät.
Als Ville von seiner Geschäftsreise nach Malmö zurückkehrt, umarmt Lea ihn und reißt ihm ein paar Haare aus. Mik beobachtet den Vorfall und ist verwundert. Er erwischt danach Lea, als sie die Haare einpacken will, sie sagt ihm nun endlich die Wahrheit. Da die Haare durch einen Windstoß verschwunden sind, bringt Mik ihr die Zahnbürste von Ville. Sie bedankt sich mit einem Kuss bei ihm. Katharina streitet sich mit Ville, weil der Hauptsponsor nicht will, dass Mik das Pferd reitet. Katharina will aber, dass Mik das tut, schließlich ist es ihr Pferd. Beim Vorreiten vor Sponsor Petterson macht Mik alles richtig, so gut sogar, dass Gestütsbesitzer Johan Dahlberg ihm ein Angebot macht, zu ihm zu wechseln. Lea lädt Katharina auf einen Segeltörn ein, dabei gibt sie vor, dass das Boot Jule gehört. Danach trifft Lea Mik, der nicht mehr weiß, was er machen soll. Dabei kommen sie sich näher und schlafen miteinander.
Am nächsten Morgen lockt Gustav seinen Vater Ville vom Hof, damit die Frauen die Geburtstagsfeier vorbereiten können. Alles klappt vorzüglich, Gustav hat auch Jule eingeladen, weil er sie mag. Da taucht seine Exfreundin Estelle auf, doch Jule packt die Gelegenheit beim Schopf und küsst Gustav. Nachdem Katharina ihre Geburtstagsansprache gehalten hat und ihre Familie über alles lobt, wird es Lea zu viel und sie geht hinaus. In diesem Moment bekommt sie die Nachricht, dass der DNA-Test bestätigt hat, dass Ville ihr Vater ist. Mik sucht Lea und erfährt die Neuheit als Erster. Als sie darüber diskutieren, kommen auch Ville und Katharina nach draußen und hören, worüber Lea und Mik reden. Mik schreit Ville an, dass er endlich zugeben soll, dass er eine Affäre mit Marie hatte, aber Katharina erklärt zum Erstaunen aller, dass Marie mit Ville zusammen war und sie ihr Ville ausgespannt hat. Ville wusste nichts davon, dass Marie schwanger war, doch Lea glaubt ihm nicht. Sie packt ihre Sachen und läuft davon, auch Mik kann sie nicht aufhalten.
Jule lässt über Gustav Ville ausrichten, dass der Test positiv war und dass sie nun das Schiff nach Madeira bringen will. Ville sucht nach ihr und findet sie auf dem Friedhof, er bittet sie zu bleiben. Er erklärt ihr, was vor 24 Jahren passiert ist und weshalb er geblieben ist. Er bringt sie zurück aufs Gestüt, wo sie erfährt, dass Mik bei Dahlberg ist. Ihre neuen Geschwister überreden sie, dass sie ihn zurückholen muss. Als sie Mik eröffnet, dass sie auch bleiben wird, kehrt er zurück.

## Hintergrund
Fliehende Pferde in Sörmland wurde vom 29. Mai bis zum 1. Juli 2022 unter dem Arbeitstitel Fliehende Pferde auf Ingarö an Schauplätzen in Schweden gedreht. Produziert wurde der Film von der Bavaria Fiction GmbH.

## Rezeption

### Einschaltquote
Die Erstausstrahlung am 23. Oktober 2022 im ZDF wurde von 4,69 Millionen Zuschauern gesehen, was einem Marktanteil von 15,2 % entspricht.

### Kritiken
Die Kritiker der Fernsehzeitschrift TV Spielfilm zeigten mit dem Daumen geradeaus und fassten den Film mit den Worten „Liebe, Lüge, Leidenschaft und Langeweile“ zusammen.
Oliver Armknecht von film-rezensionen.de vergab 3 von 10 Punkten und zog das Fazit  „Und der nächste Teil der Schema-F-Romanzen. Bei Fliehende Pferde in Sörmland geht es vorgeblich um eine Frau, die herausfinden will, ob der Besitzer eines Pferdegestüts ihr Vater ist. Die Geschichte ist jedoch lächerlich. Der wahre Grund hier einzuschalten sind wie immer die schöne Gegend und die attraktiven Hauptfiguren.“